# 相良村立相良南小学校
相良村立相良南小学校（さがらそんりつ さがらみなみしょうがっこう）は、熊本県球磨郡相良村深水にある公立の小学校。

## 概要
歴史
明治初期に創立した小学校2校（三石・柳瀬）が1915年（大正4年）に統合の上開校した。現校名になったのは1956年（昭和31年）。なお、前身となる2校のうち、創立の早い柳瀬小学校の1874年（明治7年）を相良南小学校としての創立年として定めており、2024年（令和6年）に創立150年を迎えた。
校訓
「やさしく、かしこく、たくましく」
校章
中央に校名の略称である「相南」の文字を配している。
校歌
通学区域
相良村のうち、「川辺、深水、柳瀬」。中学校区は相良村立相良中学校。

## 沿革
旧・柳瀬小学校

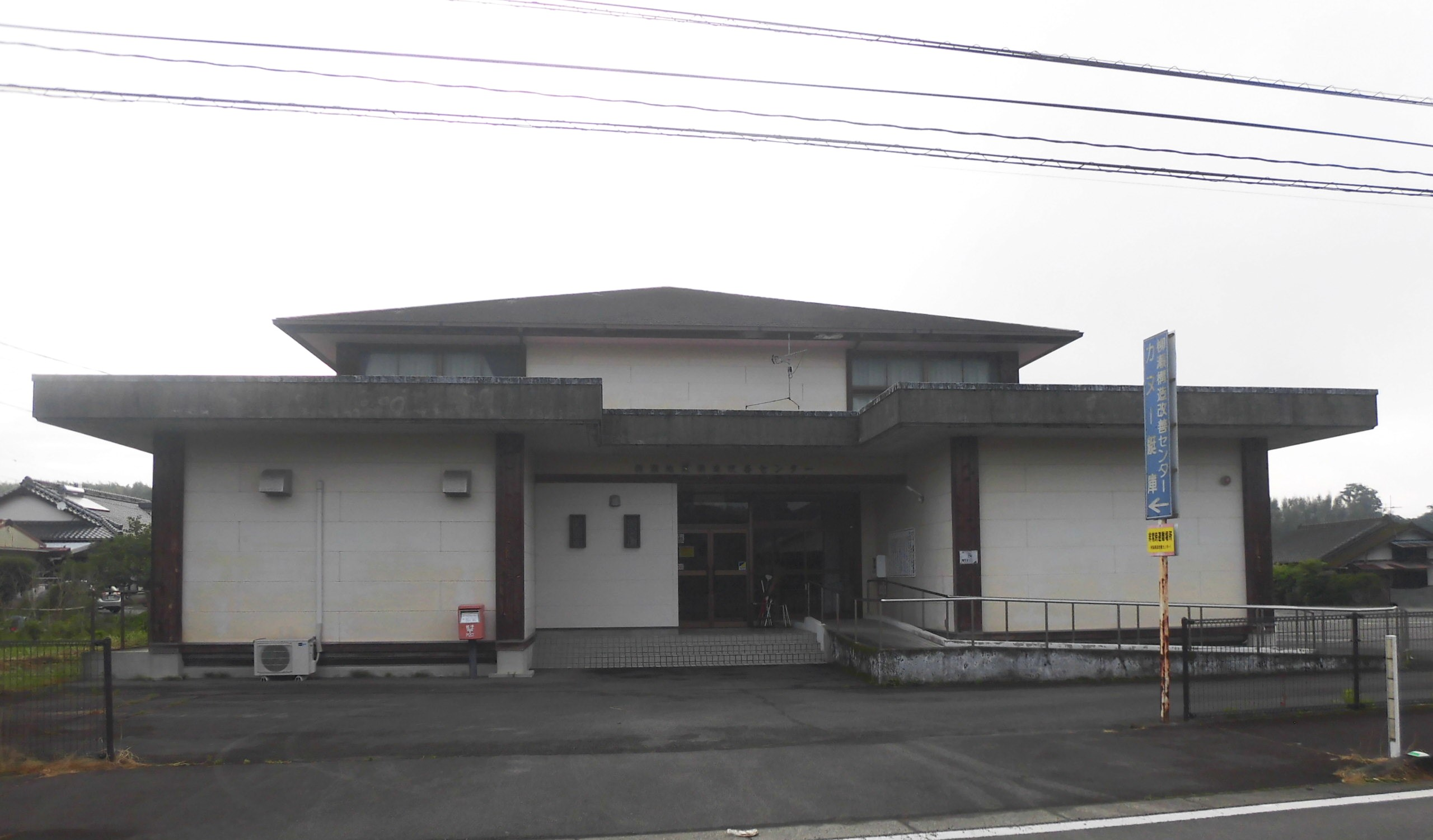
1874年（明治7年）1月 - 柳瀬小学校の前身が創立（相良南小学校としての創立年）。
- 1875年（明治8年）- 「松馬場小学校」が創立。
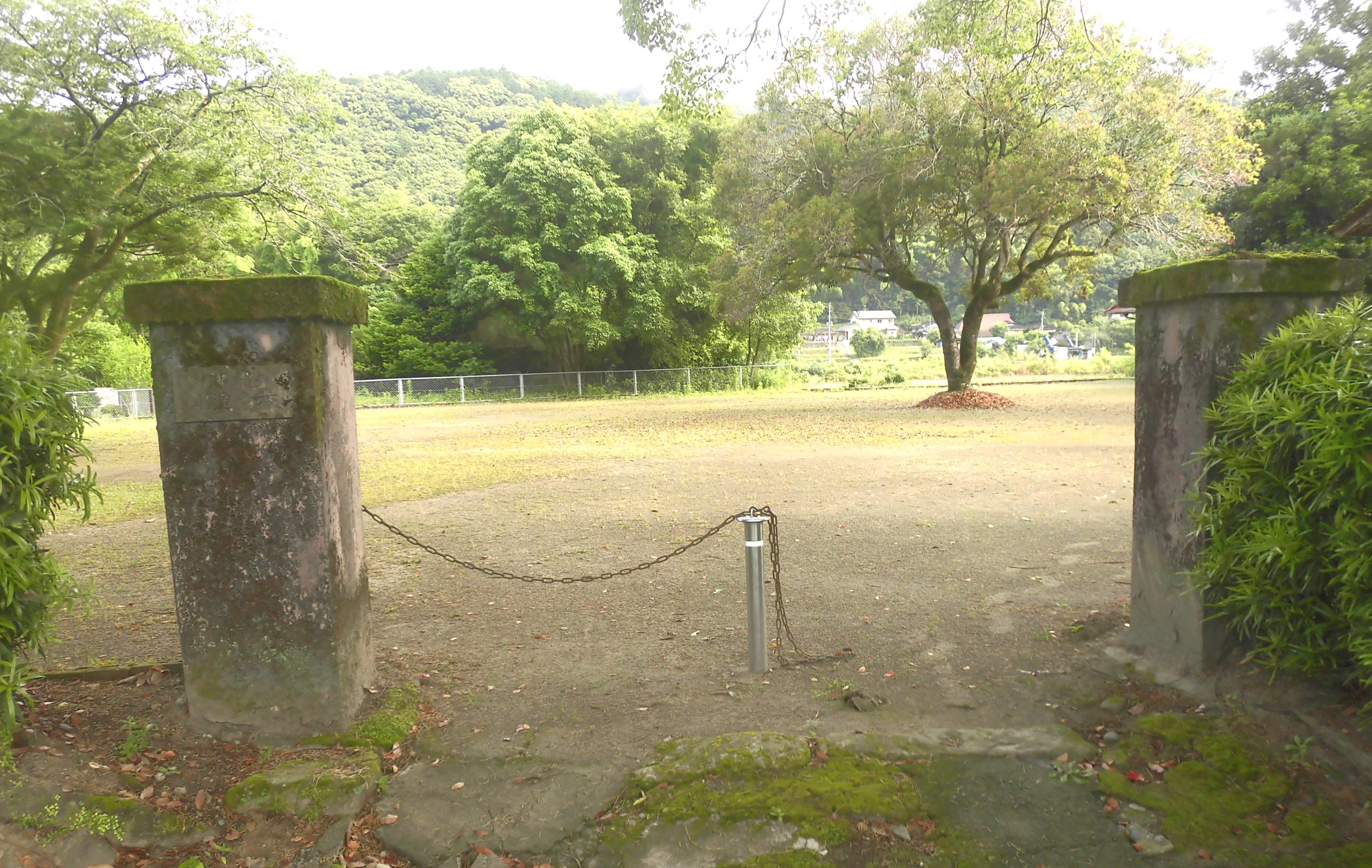
1876年（明治9年）9月 -「川辺小学校」に改称。
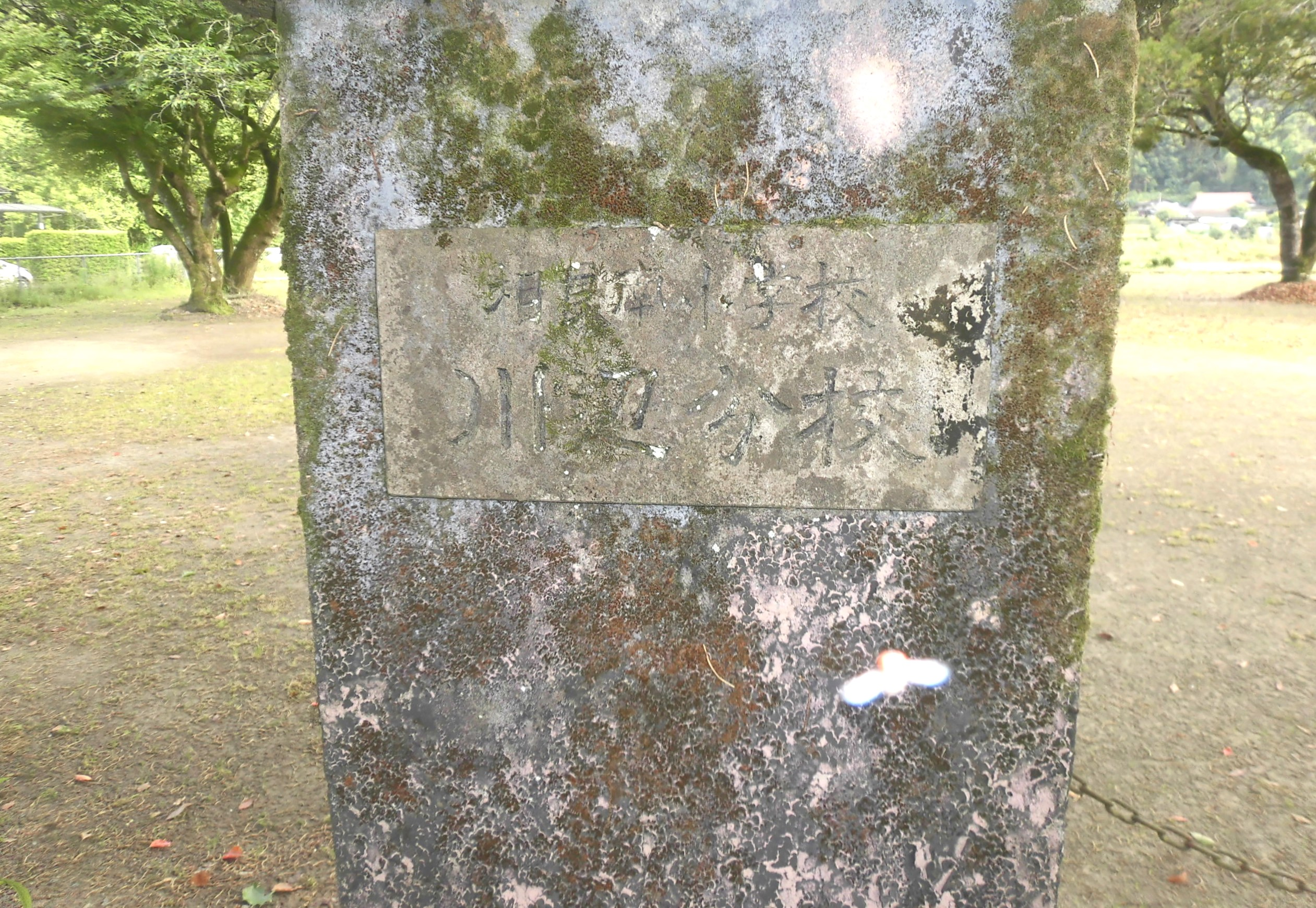
川辺分校跡
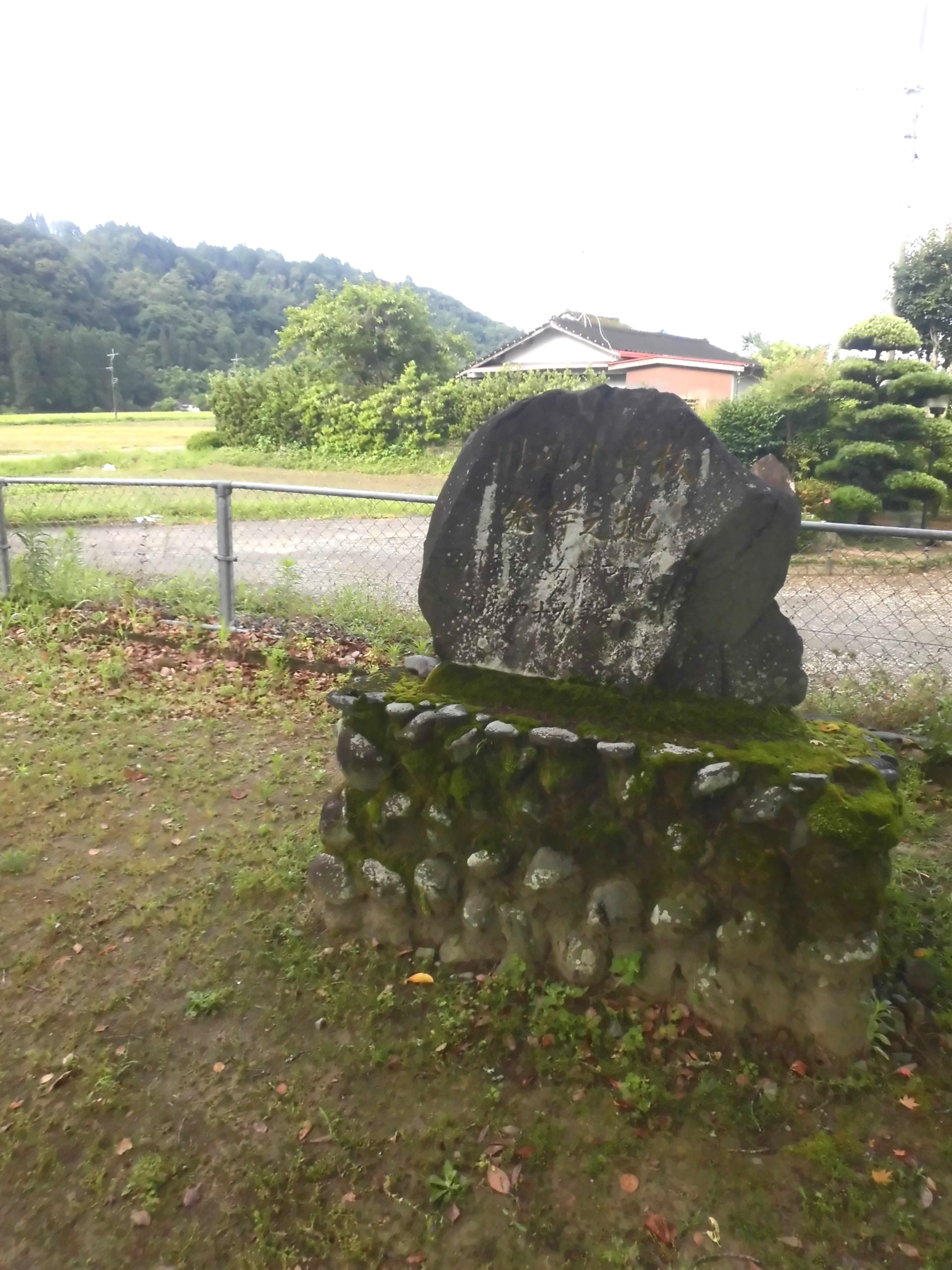
川辺分校跡

- 1889年（明治22年）4月1日 - 町村制により、球磨郡3村（柳瀬・深水・川辺）が合併し、「川村」が発足。
- 1892年（明治25年）- 「柳瀬尋常小学校」に改称（尋常科4年）。
- 1905年（明治38年）- 高等科（2年制）を併置の上、「柳瀬尋常高等小学校」に改称（尋常科4年・高等科2年）。
- 1908年（明治41年）4月 - 改正小学校令により、尋常科（義務教育年限）が4年制から6年制に改められる。従来の高等科1・2年を尋常科5・6年に改めたことにより、高等科が廃止されたため、「柳瀬尋常小学校」に改称（尋常科6年）。
- 1915年（大正4年）
  - 4月 - 高等科（2年制）を併置の上、「柳瀬尋常高等小学校」に改称（尋常科6年・高等科2年）
  - 9月 - 統合により閉校。

旧・三石小学校
- 1875年（明治8年）- 「第五大学区 白川県管内第十七番中学区 求麻三石第五十番小学校」と称する。
- 1878年（明治11年）- 「公立三石小学校」に改称。
- 1889年（明治22年）4月1日 - 町村制により、球磨郡3村（柳瀬・深水・川辺）が合併し、「川村」が発足。
- 1892年（明治25年）- 「三石尋常小学校」に改称（尋常科4年）。
- 1905年（明治38年）- 高等科（2年制）を併置の上、「三石尋常高等小学校」に改称（尋常科4年・高等科2年）。
- 1908年（明治41年）4月 - 改正小学校令により、尋常科（義務教育年限）が4年制から6年制に改められる。従来の高等科1・2年を尋常科5・6年に改めたことにより、高等科が廃止されたため、「三石尋常小学校」に改称（尋常科6年）。
- 1915年（大正4年）
  - 4月 - 高等科（2年制）を併置の上、「三石尋常高等小学校」に改称（尋常科6年・高等科2年）
  - 9月 - 統合により閉校。

統合・相良南小学校
- 1915年（大正4年）9月 - 上記の尋常高等小学校2校（三石・柳瀬）が統合の上、「川村尋常高等小学校」となる。
- 1918年（大正7年） - 川辺分教場および柳瀬分教場を設置。
- 1933年（昭和8年） - 柳瀬分教場を廃止。
- 1944年（昭和19年）- 台風により川辺分教場の校舎が倒壊し、校舎再建までの間、児童は本校への通学を余儀なくされる。
- 1941年（昭和16年）4月1日 - 国民学校令施行により、「川村国民学校」と改称。尋常科を初等科に改める。
- 1947年（昭和22年）- 学制改革が行われる（六・三制の実施）。
  - 4月1日 - 国民学校初等科は、新制小学校「川村立川村小学校」と改称。
  - 4月 - 国民学校高等科は青年学校普通科とともに、新制中学校「川村立川村中学校」に改組・改称し、小学校に併設される。
- 1948年（昭和23年） - 柳瀬分校と川辺分校（校舎が完成し復旧）を設置。
- 1956年（昭和31年）9月1日 - 2村（川・四浦）合併により、「相良村」が発足。「相良村立相良南小学校」（現校名）に改称。
- 1957年（昭和32年）- 柳瀬分校校舎の大修理が行われる。
- 1958年（昭和33年）度・1959年（昭和34年）度 - 在籍児童数が2年連続で914名と最多を記録（ピーク）。
- 1964年（昭和39年）- 第3校舎（第一期工事）が完成。柳瀬分校運動場の大改造を実施。
- 1970年（昭和45年）- 体育館が完成。
- 1974年（昭和49年）- 創立100周年記念式典を挙行。交通コーナーを設置。
- 1975年（昭和50年）- プールが完成。
- 1986年（昭和61年）- 仮校舎に移転。
- 1987年（昭和62年）- 学校給食共同調理場が完成。新体育館が完成。運動場を拡張。
- 1988年（昭和63年）- 新校舎が完成。
- 1989年（平成元年）3月31日 - 柳瀬分校、川辺分校廃止。
  - 最終所在地（柳瀬分校）- 熊本県球磨郡相良村柳瀬397番地（北緯32度13分00.1秒 東経130度47分51.7秒 / 北緯32.216694度 東経130.797694度）
    - 跡地には柳瀬構造改善センター（公民館）が立っている。

  - 最終所在地（川辺分校）- 熊本県球磨郡相良村川辺2443番地（北緯32度15分57.3秒 東経130度49分36.7秒 / 北緯32.265917度 東経130.826861度）
    - 跡地には川辺構造改善センター（公民館）が立っている。
- 1996年（平成8年）- 校訓を制定。
- 2003年（平成15年）- スクールバスの運行を開始。
- 2017年（平成29年）- 学校給食共同調理場が新築される。
- 2018年（平成30年）- 英語教育アドバイザー派遣事業を開始。
- 2024年（令和6年）11月17日 - 開校150周年記念式典を挙行。児童が作詞し、校長が作曲した記念ソングが披露された。
  - 所在地（相良南小学校）- 熊本県球磨郡相良村深水2012番地（北緯32度14分21.9秒 東経130度48分11.3秒 / 北緯32.239417度 東経130.803139度）

- 柳瀬分校跡
- 川辺分校跡
- 川辺分校跡
- 川辺分校跡

## 交通アクセス
最寄りの鉄道駅
- JR九州 肥薩線・えびの高原線 「人吉駅」
- くま川鉄道湯前線 「相良藩願成寺駅」・「川村駅」

最寄りのバス停留所
- 九州産交バス 「相良南小学校前」停留所

最寄りの幹線道路
- 国道445号

## 周辺
- 相良村役場・相良村総合体育館
- 相良村立相良中学校（旧・相良村立相良南中学校）
- 相良村ふるさと館（旧・四浦村役場庁舎）
- なつめ保育園
- 深水簡易郵便局
- 相良村運動公園
- 川辺川